# Leonid Wassiljewitsch Solowjow
Leonid Wassiljewitsch Solowjow (russisch Леонид Васильевич Соловьёв, wiss. Transliteration Leonid Vasil'evič Solov'ëv; * 6. Augustjul. / 19. August 1906greg. in Tripoli, Libanon; † 9. April 1962 in Leningrad) war ein russischer Schriftsteller und Drehbuchautor.

## Biographie
Solowjow wurde als Sohn eines im zaristischen diplomatischen Dienst stehenden Beamten im Libanon, damals noch ein Teil von Syrien geboren. 1909 kehrte die Familie zurück; sie lebte im Gouvernement Samarkand, das heute zu Usbekistan gehört. Solowjow selbst blieb bis 1931 in der mittelasiatischen Region, arbeitete in verschiedenen Berufen (Journalist, Russischlehrer) und sammelte im Ferghanatal heimische Volksdichtung. 1932 schloss er das sowjetische Staatliche Kinematografische Institut an der Fakultät für Drehbücher ab. Im Zweiten Weltkrieg war er als Kriegskorrespondent bei der Flotte. Von 1946 bis 1954 saß er im Gulag, unter anderem im Sonderlager DubrawLag, oder lebte in Verbannung. Nach der Freilassung lebte er in Leningrad.

## Werke
Solowjows mit Abstand populärstes Werk ist die aus den zwei Teilen Der Unruhestifter (Возмутитель спокойствия) und Der bezauberte Prinz (Очарованный принц) bestehende "Erzählung von Hodscha Nasreddin" (Повесть о Ходже Насреддине). In dem Roman verarbeitet Solowjow die in der islamischen Erzähltradition überlieferten Schwänke aus dem Leben des Nasreddin.

### Werke im Original
- Кочевье (Das Nomadenlager, 1932)
- Высокое давление (Hochdruck, 1938)
- Возмутитель спокойствия (Der Unruhestifter, 1940)
- Иван Никулин — русский матрос (Iwan Nikulin, ein russischer Matrose, 1943)
- Повесть о Ходже Насреддине (Die Erzählung von Hodscha Nasreddin, in deutscher Übersetzung im Jahre 1948 unter dem Titel „Chodscha Nasr ed-din“ erschienen)
- Очарованный принц (Der bezauberte Prinz, 1954)
- Севастопольский камень (Der Sewastopoler Stein, 1959)
- Из "Книги юности" (Aus dem "Buch der Jugend", 1963 postum erschienen)

### Deutsche Übersetzungen
- Die Schelmenstreiche des Nasreddin.
  - Illustration und Gesamtausstattung Werner Klemke, 4. Aufl., Verlag Volk und Welt, Berlin 1977, (C) Verlag Volk und Welt 1959
  - 1. Auflage ex libris Volk und Welt, 7. Auflage 1986, (C) Verlag Volk und Welt 1959
- Schelmenstreiche des Hodscha Nasreddin Frankfurt am Main, Eichborn 1988, ISBN 3-8218-0139-5